# Kathedrale von Bragança

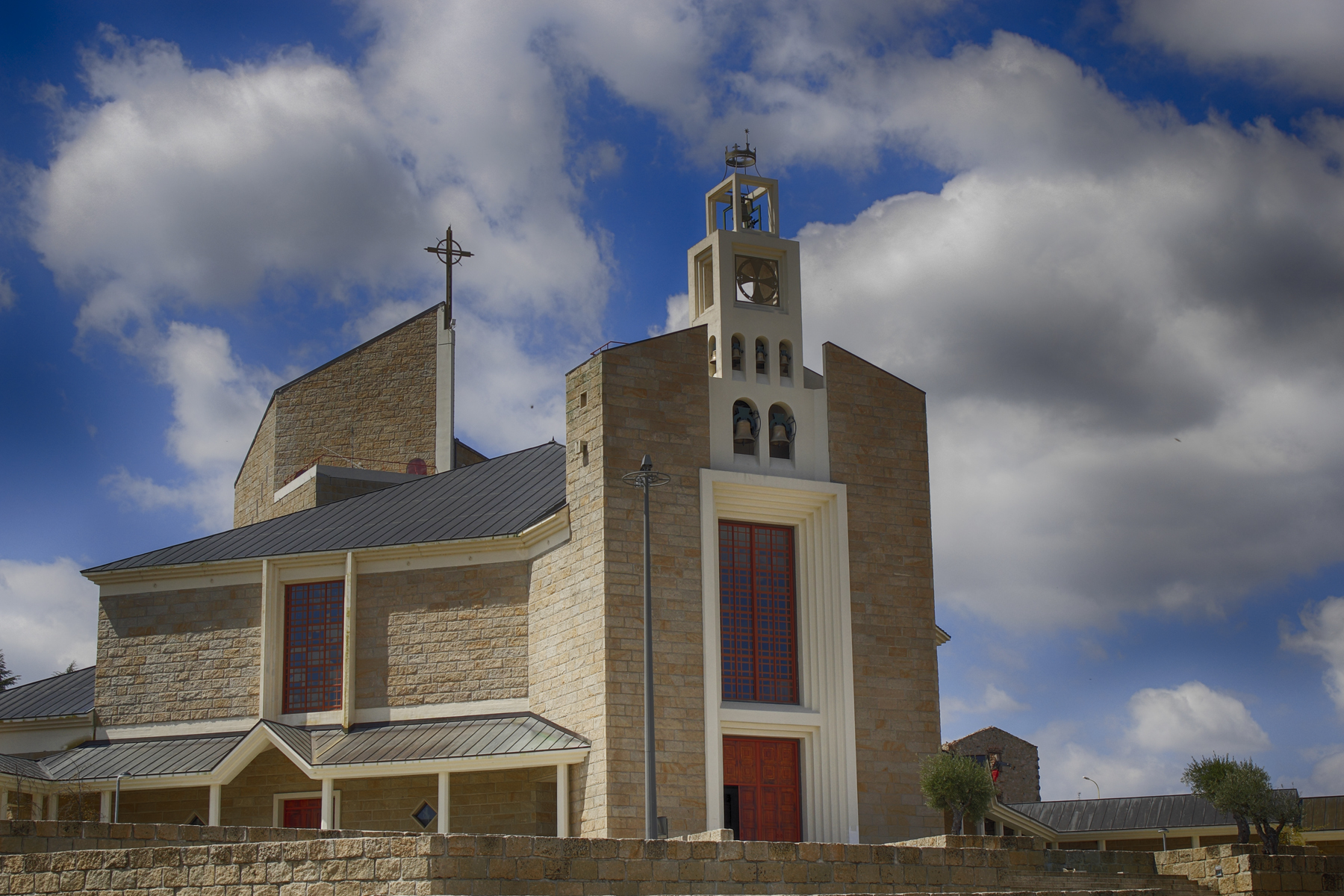
Neue Kathedrale von Bragança

Die der Himmelskönigin Maria gewidmete neue Kathedrale von Bragança (portugiesisch Nova Catedral de Nossa Senhora Rainha) in der nordostportugiesischen Stadt Bragança in der Region Tras-os-Montes ist – neben der Konkathedrale Santa Maria in Miranda do Douro – Sitz des römisch-katholischen Bistums Bragança-Miranda.

## Lage
Die neue Kathedrale von Bragança liegt etwa 500 m westlich des Stadtzentrums von Bragança in einer Höhe von ca. 675 m.

## Geschichte
Das im Jahr 1770 neu geschaffene Bistum Bragança hatte zuerst seinen Sitz in der örtlichen – mehrfach erweiterten – Kirche des in den 1750er Jahren in Portugal aufgelösten Jesuitenordens. Die Kirche wurde jedoch im ausgehenden 19. Jahrhundert dem Orden zurückgegeben, woraufhin die Kathedrale in die Kirche des 1834 verstaatlichten Klarissenklosters umzog. Bereits in den 1950er Jahren erhoben sich Stimmen zum Neubau einer neuen Kathedrale; diese wurde vom Architekten Vassallo Rosa geplant, im Jahr 1981 begonnen und im Jahr 2001 fertiggestellt.

## Architektur
Ein markanter Glockenturm (torre siniera) mit verglaster Front und gesprengtem Giebel überragt den auf unregelmäßigem, im Innern aber annähernd rautenförmigen Grundriss entstandenen Bau aus Stahlbeton und Glas. Das Äußere ist nahezu vollständig mit Natursteinen verkleidet. Im Innern fallen vier Reihen von Bänken zum Altar hin leicht ab. Über dem Altar lässt eine viereckige gläserne Deckenkonstruktion Licht in den von freitragenden Eisenträgern überspannten Kirchenraum.

## Ausstattung
Blickfang im Innern der Kathedrale ist die größtenteils abstrakt gestaltete Rückwand des Altars mit einer annähernd trapezförmigen, bekleideten Christusstatue mit ausgebreiteten Armen und einer beigeordneten Marienfigur mit einer schwebenden Krone über ihrem Haupt.